# Mistrzostwa Europy w Lekkoatletyce 2014 – bieg na 5000 m kobiet
Bieg na 5000 metrów kobiet – jedna z konkurencji rozgrywanych podczas lekkoatletycznych mistrzostw Europy na Letzigrund Stadion w Zurychu.
Tytułu mistrzowskiego z 2012 broniła Rosjanka Olga Gołowkina.

## Terminarz
| Data        | Godzina |       |
| ----------- | ------- | ----- |
| 16 sierpnia | 17:40   | Finał |

## Rekordy
Tabela prezentuje rekord świata, rekord Europy, najlepsze osiągnięcie na Starym Kontynencie, a także najlepszy rezultat na świecie w sezonie 2014 przed rozpoczęciem mistrzostw.
|                          | Zawodniczka       | Wynik    | Miejsce     | Data                 |
| ------------------------ | ----------------- | -------- | ----------- | -------------------- |
| Rekord świata            | Tirunesh Dibaba   | 14:11.15 | Oslo        | 6 czerwca 2008(dts)  |
| Listy światowe           | Genzebe Dibaba    | 14:28.88 | Fontvieille | 18 lipca 2014(dts)   |
| Rekord mistrzostw Europy | Alemitu Bekele    | 14:52.20 | Barcelona   | 1 sierpnia 2010(dts) |
| Rekord Europy            | Lilija Szobuchowa | 14:23,75 | Kazań       | 19 lipca 2008(dts)   |

## Rezultaty

### Finał
| Poz. | Zawodniczka              | Reprezentacja   | Czas     | Uwagi |
| ---- | ------------------------ | --------------- | -------- | ----- |
|      | Meraf Bahta              | Szwecja         | 15:31.39 |       |
|      | Sifan Hassan             | Holandia        | 15:31.79 |       |
|      | Susan Kuijken            | Holandia        | 15:32.82 |       |
| 4.   | Jelena Korobkina         | Rosja           | 15:32.89 |       |
| 5.   | Nuria Fernández          | Hiszpania       | 15:35.59 |       |
| 6.   | Sara Moreira             | Portugalia      | 15:38.13 |       |
| 7.   | Jo Pavey                 | Wielka Brytania | 15:38.41 |       |
| 8.   | Giulia Viola             | Włochy          | 15:38.76 | PB    |
| 9.   | Emelia Gorecka           | Wielka Brytania | 15:42.98 |       |
| 10.  | Gamze Bulut              | Turcja          | 15:44.73 |       |
| 11.  | Jennifer Wenth           | Austria         | 15:47.61 |       |
| 12.  | Renata Pliś              | Polska          | 15:48.58 |       |
| 13.  | Karolin Bjerkeli Grøvdal | Norwegia        | 15:52.78 |       |
| 14.  | Kristiina Mäki           | Czechy          | 15:57.13 |       |
| 15.  | Maren Kock               | Niemcy          | 16:04.60 |       |
| 16.  | Paula González           | Hiszpania       | 16:24.58 |       |
| –    | Sonja Roman              | Słowenia        | DNF      |       |